# Benton (Iowa)
Benton é uma cidade localizada no estado americano de Iowa, no Condado de Ringgold.

## Demografia
Segundo o censo americano de 2000, a sua população era de 40 habitantes. 
Em 2006, foi estimada uma população de 38, um decréscimo de 2 (-5.0%).

## Geografia
De acordo com o United States Census Bureau tem uma área de 
1,7 km², dos quais 1,7 km² cobertos por terra e 0,0 km² cobertos por água. Benton localiza-se a aproximadamente 347 m acima do nível do mar.

## Localidades na vizinhança
O diagrama seguinte representa as localidades num raio de 12 km ao redor de Benton. 